# Balacra melaena
Balacra melaena är en fjärilsart som beskrevs av George Francis Hampson 1905. Balacra melaena ingår i släktet Balacra och familjen björnspinnare. Inga underarter finns listade i Catalogue of Life.